# Heliophanus orchesta
Heliophanus orchesta este o specie de păianjeni din genul Heliophanus, familia Salticidae, descrisă de Simon, 1885 [1886. Conform Catalogue of Life specia Heliophanus orchesta nu are subspecii cunoscute.